# 새마을 운동
새마을 운동( - 運動, 영어: Saemaul Undong, New Community Movement, Saemaul Movement, Saema'eul Movement) 혹은 신향촌운동(新鄕村運動, 영어: New Village Movement)은 1970년 초 대한민국 농촌의 현대화를 위해 시작되어 박정희 정부 주도로 시행된 운동이다. 새마을 운동은 풀뿌리 지역사회개발운동으로 정의되기도 한다. 새마을 운동 계획자는 양찬우 전 경남도지사이다.

## 개요

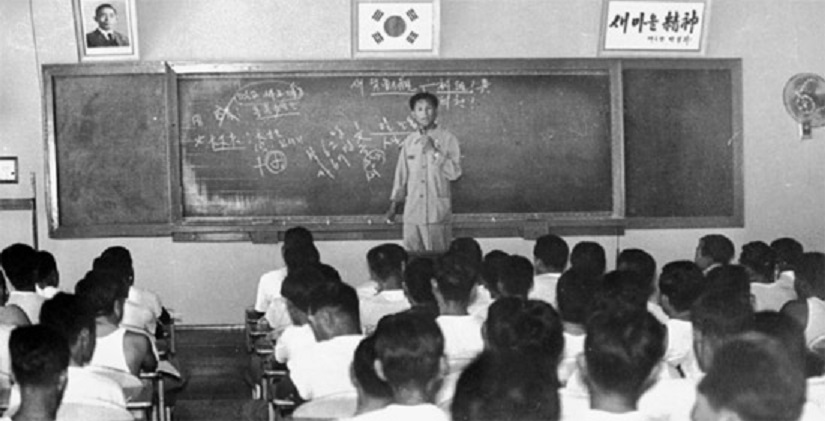
새마을 지도자 교육

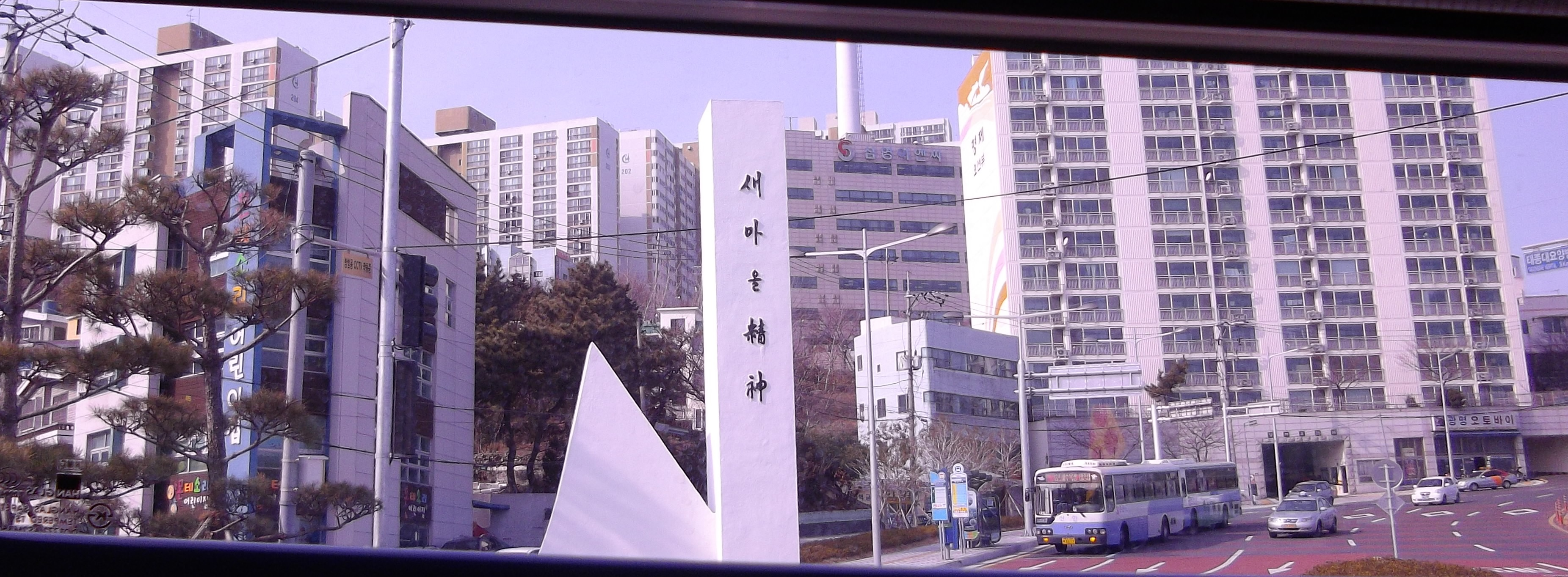
새마을 운동과 관련된 표지판

이 운동은 박정희 정부에 의해 1969년 새마을 운동으로 명명되었고, 전국적으로 시행되었고 1975년에는 도시와 공장으로도 확대되었다. 1973년부터 새마을운동을 대대적으로 홍보하여 전국민적 운동으로 확산시켰다. 1973년 1월 16일 대통령령 6458호로 내무부에 새마을 담당관실을 설치하고 그 산하에 4개의 과를 두었으며 3월 7일 박정희 대통령 비서실에 새마을 담당관실을 설치했다.
1972년 1월 31일 경기도 고양의 농협대학 부설 독농가연수원에 각 지역에서 선발한 140명이 입교했다. 새마을지도자 교육과정의 출발이었다. 2주 간의 교육과정은 가나안농군학교(교장 김용기)와 안양농민교육원(원장 김일주)의 훈련 과정을 참고해 만들었다. 농협대 김준 교수가 초대 원장을 맡았다. 교육 받을 사람이 늘면서 그해 경기도 수원의 농민회관으로 자리를 옮겼고, 1973년 5월 31일 경기도 수원에 새마을지도자 연수원을 신설 건립하여, 이전까지 농협 대학에서 개설하여 운영하는 독농가연구원에서 실시해 오던 새마을 운동을 위한 농촌 지도자 교육과 양성 등을 맡게 하였다. 1972년 1490명, 1973년 4354명으로 피교육자 수가 증가하였으며 그 이후로 매년 6천 명 이상이 교육을 받았다고 한다.
교육은 성공한 새마을지도자의 경험을 듣고 그 사례에 대해 토론하는 방식으로 진행됐다. 1975년에는 새마을지도자와 사회 지도층, 공무원이 함께 합숙교육을 받으면서 상승 효과가 났다.
정부는 1980년대 초반까지 시멘트와 철근 등 총 비용의 절반 가량을 투자하여 지원하였다.
1973년부터 지원금을 대폭 늘려 1971년 41억 원, 1972년 33억 원에서 격증하여 1973년 215억 원, 1974년 308억 원, 1979년에는 4252억 원까지 정부 예산 지원을 늘렸다. 또한 민간단체의 지원과 성금도 꾸준히 들어와 1972년 17억 원에서 1979년 2032억 원의 지원금이 들어왔다. '새마을노래'는 방송매체를 통해 아침, 저녁에 방영되었고 국민운동화된 새마을 운동의 성공 사례는 일간신문에 소개되기도 하였다. 1973년 9월 21일 경제 4단체는 새마을운동을 생산직 노동자들을 대상으로 공장에 도입하는 방안을 토의하였으며 11월 21일 제1차 새마을 지도자 대회가 열려, 운동을 범국민적으로 확산시킬 것을 결의하는 등의 노력이 지속되었다.

## 이념과 목표
새마을 운동은 근면·자조·협동을 기본 정신으로 한다. 새마을 운동은 농촌의 근대화, 지역의 균형적인 발전, 의식개혁을 그 목표로 하였다.

## 새마을운동과 농협운동의 이념상 동질성
농업협동조합의 협력과 제반 사업은 새마을운동을 촉진하고 성공적으로 완성하는데 매우 긴밀하고 직접적인 공헌을 했다고 할 수 있다. 새마을운동과 농협운동은 본질적으로 그 이념상에 동질성을 갖고 있다. 단위농협의 협동조직이 마을 단위에 새마을운동의 실천조직으로 활동하였다.

## 생명살림 새마을운동
1988년 5공비리청문회에서 새마을운동중앙본부와 관련된 비리가 폭로되어 새마을 운동은 침체되고 민간 주도로 하는 등 그 양상이 변화하였다. 1998년 이후로는 '새마을운동 조직 육성법'에 의해 새마을운동중앙회를 중심으로 제2새마을운동을 펼쳤다. 2018년 3월 정성헌 새마을운동중앙회장 취임 이후 생명살림운동을 펼치고 있다. 생명살림운동은 생명, 평화, 공경운동으로 새로운 문명사회 건설을 목표로 하고 있다.

## 긍정적 평가

### 세계적인 농촌 개발 모델
새마을 운동은 농업 경쟁력을 향상시켰고 시민들의 참여를 통해 공동체 의식, 자발적 참여 의식 회복에 기여하였다. 세계적으로는 농촌 개발의 모델로써 박정희 대통령의 가장 획기적인 정책으로 긍정적인 평가를 받고 있다.
유엔은 새마을 운동을 바탕으로 한 '새천년마을계획'이라는 아프리카의 빈곤퇴치 프로그램을 추진할 만큼 큰 관심을 보이고 있으며, 반기문 유엔 사무총장 또한 아프리카의 유엔 산하기관에 한국의 새마을운동을 배워볼 것을 권고하기도 하였다.
현재 해외 74개국으로 새마을 운동이 수출되었고, 후진국들을 중심으로 한국의 새마을 운동을 배우겠다며 방한하는 해외지도자들의 발길이 끊이지 않고 있다. 탄자니아는 2012년까지 팡가웨 지역에 새마을 운동을 기반한 마을을 짓는다고 하였다.

### 반공산화 전략 마을
일제강점기 당시 조선총독부가 추진한 농촌진흥운동과 유사하다는 지적을 받는다. 2015년 2월 13일, 서울대학교 아시아연구소 영원홀에서 열린 한국냉전학회 창립 국제학술대회 '한국의 냉전연구'에서 허은 고려대학교 한국사학과 교수는 '냉전과 지역사회'라는 논문을 통해 "한국의 새마을 건설계획은 말레이반도·필리핀·베트남에서 공산주의 세력의 영향력을 완전히 차단하려는 미국의 안보적 이해와 연관성 속에서 전개되었다."라고 설명하였고 이 논문은 새마을 운동을 냉전사 속에 위치시켜 관련 연구의 새 장을 열었다는 평가를 받았다. 제2차 세계 대전 뒤 공산주의 세력이 농촌 중심으로 게릴라전을 벌였고, 동아시아 농촌 장악은 전후 세계질서 재편의 중대한 사안이 되었다. 지역행정체계를 이미 갖추고 있었던 대한민국은 새로운 곳으로 주민들을 재정착시킨 동남아시아 국가들과 달리 부락 자체를 '대공 새마을'로 전환했다.
1960년대 말부터 전국 안보취약지구에 '전략촌'을 건설하고 반공사상이 투철한 제대 장병들에게 국유지를 배분하고 방어 임무까지 맡기는 방식이었다. 해당 논문의 '괴산군 대공 전략촌 설치운영실적'을 보면, 1969년 9개 부락에 머물렀던 전략촌이 1971년 58개 마을로 늘었다. 한국식 전략촌인 '대공 새마을' 건설은 1970년대에 전국적으로 전개되어 물적 지원, 반공계몽교육, 감시체계의 기반을 구축했다.

## 부정적 평가

### 파시즘 체제 유지를 위한 도구
새마을 운동은 조선민주주의인민공화국의 천리마운동에 대응하는 의미가 있고, 1970년대 국가발전에 이바지한 점이 큰 게 사실이지만, 박 대통령의 유신체제를 지탱하는 통치이데올로기 기능도 있었다. 새마을 운동이 일제의 농촌진흥운동을 모방했고 파시즘 체제 유지를 위한 도구였다는 비판도 있다. 또한 새마을 운동 과정에서 미신타파 명분으로 우리 전통문화를 탄압했다는 비판도 있다. 박정희 대통령은 부정하였으나 어용 기독교 운동이 있었다는 비판도 있다. 1급 발암물질인 석면을 이용한 농촌 가옥 개량에 대한 비판도 있다.

### 손실 보전에 정부의 무관심
1971년부터 도입된 신품종 쌀인 통일벼는 수확량이 많다는 장점이 있기는 했으나, 몇가지 키우는데 불편함이 있고 미질도 나빠 농민들이나 상인들은 기피했다고 한다. 또한 면역성이 나빠 병충해가 빈발하였다. 그래서 농민들은 이 신품종을 반기지 않았으나 당시의 지방 공무원들은 재래종 벼를 심은 못자리를 장화로 밟아 가면서 신품종을 보급하려 애썼다.

### 큰 규모의 투자와 농가 부채의 증가
농림부의 1999년 통계에서 1970년부터 1980년까지 농가 부채증가가 소득증가의 거의 2배된다. 농가소득은 26만원에서 270만원으로 10.5배증가 했지만 같은 시기에 부채는 16,000원에서 340만원으로 21배나 증가했다.
100% 정부투자 재원이 아니어서 새마을운동의 초기 투자 재원은 농촌 주민들에 의해서 부담되었고, 새마올운동의 규모가 급속도로 커짐에 따라 주민들의 투자부담도 기하급수적으로 늘어나게 되었다. 주민의 부담은 노동력보다는 현금 중심으로 옮겨가고, 주민이 보유한 현금뿐 아니라 융자를 받아서 정부의 새마을사업에 참여하게 되었다.

### 관치 경제와 비리
1970년대부터 1980년대 말까지 대통령의 절대 권력과 관치가 결합되어 진행되었다는 비판도 있다. 제5공화국 시절 중앙본부의 각종 이권개입과 공금횡령이 밝혀지면서 비리의 온상으로 낙인찍히기도 했다. 특히 전두환 정권 이후 변질된 새마을 운동 관련 단체들이 여전히 혈세를 낭비한다는 지적도 있다. 2013년에는 관련단체 3곳에 280억원을 지원하는 등, 이에 대한 면밀한 검토가 필요하다는 비판이 있다.
예전 박근혜 정부 주도로 새마을 운동 관련 기능성 게임을 제작한다고 발표하여 비판을 받고 있다. 이와 관련하여 진중권, 이재홍 교수는 '한심한 발상이다', '세금으로 아버지 기념사업을 하느냐?'라고 비판했다.

## 사건·사고 및 논란

### 새마을 운동 회원 자녀에 대한 장학금 지원
17개 광역자치단체에서 1년동안 60여억 원(서울 12억여 원 등)의 세금이 법률과 지방자치단체의 조례에 의해 새마을 운동 회원들의 자녀를 위해 사용되는 것이 특혜라는 지적이 있었다. 새마을 운동 회원의 자녀들에게 장학금을 줄 수 있는 근거는 '새마을운동육성법(1975년 제정)'과 각 지자체마다 있는 '새마을장학금지급조례(1988년 제정)'에 있다. 지자체는 조례에 따라 편성가능한 예산 범위안에서 장학생 자격, 선정, 정원, 지원 금액을 책정하게 된다.
전국 16개 광역자치단체와 서울 25개 기초자치단체의 '새마을장학금지급조례'는 공통적으로 장학금 지급대상을 '장학금의 지급은 새마을운동에 1년(혹은 2년)이상 봉사하고 있는 남ㆍ녀 새마을지도자의 자녀중 새마을유공서훈이나 표창을 받은 지도자의 자녀, 새마을사업 중 사망 또한 부상당한 지도자의 자녀'로 한정하고 있다.
2011년에는 전국 새마을 운동 회원 200만 명(새마을운동중앙회 추산)의 자녀 중 4,400여 명이 장학금을 받았다.

## 새마을운동기록물 유네스코 세계기록유산 등재
새마을운동기록물은 2013년 6월 18일 광주에서 열린 '제11차 유네스코 세계기록유산 국제자문위원회'에서 난중일기와 함께 유네스코 세계기록유산으로 등재가 결정됐다. 부정적인 기억이 포함된 장소도 세계유산으로 등재될 수 있다.

## 참고 문헌
- 최길성, 「농촌진흥운동과 새마을 운동」 『이현희선생 화갑기념논문집 역사논총』 1997
- 이 문서에는 다음커뮤니케이션(현 카카오)에서 GFDL 또는 CC-SA 라이선스로 배포한 글로벌 세계대백과사전의 "10월유신" 항목을 기초로 작성된 글이 포함되어 있습니다.

## 같이 보기
- 4-H - 새마을 운동에 영감을 준 미국 '4H 운동'의 모체
- 류태영
- 김준
- 향약
- 천리마 운동
- 가나안 농군학교
- 새마을금고
- 개발 독재
- 새마을의 날
- 박정희
- 박경원
- 허경영
- 새마을 운동 발상지 청도
- 브나로드 운동
- 니콜라스 그룬트비
- 새마을기
- 새마을노래
- 경제 개발 5개년 계획
- 한강의 기적
- 대약진 운동